# Lekkoatletyka na Letnich Igrzyskach Olimpijskich 1932 – skok wzwyż mężczyzn

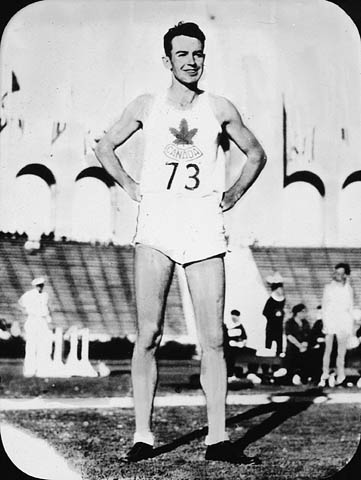
Duncan McNaughton

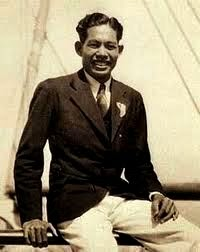
Simeon Toribio

Skok wzwyż mężczyzn był jedną z konkurencji rozgrywanych podczas X Letnich Igrzysk Olimpijskich. Rozegrano od razu finał 31 lipca 1932 roku na stadionie Los Angeles Memorial Coliseum w Los Angeles. Wystąpiło 14 zawodników z 10 krajów.

## Rekordy
|                   | Zawodnik      | Wynik | Miejsce | Data              |
| ----------------- | ------------- | ----- | ------- | ----------------- |
| Rekord świata     | Harold Osborn | 2,03  | Urbana  | 27 maja 1924(dts) |
| Rekord olimpijski | Harold Osborn | 1,98  | Paryż   | 7 lipca 1924(dts) |

## Terminarz
| Data          |       | Godzina |
| ------------- | ----- | ------- |
| 31 lipca 1932 | Finał | 14:30   |

## Wyniki

### Finał
Czterech zawodników pokonało wysokość 1,97 m i strąciło kolejną 2,00 m. Zgodnie z przepisami obowiązującymi w tym czasie zarządzono dogrywkę. Wszyscy czterej skoczkowie strącili poprzeczkę na wysokości 2,007 m, a następnie na 1,99 m. Wysokość 1,97 m Duncan McNaughton pokonał w pierwszej próbie i zdobył złoty medal. Dokładne wyniki dogrywki nie są znane, podobnie jak dogrywki o 5. miejsce.
| Poz. | Zawodnik          | Reprezentacja     | 1,80 | 1,85 | 1,90 | 1,94 | 1,97 | 2,00 | Wynik | Uwagi |
| ---- | ----------------- | ----------------- | ---- | ---- | ---- | ---- | ---- | ---- | ----- | ----- |
| 1.   | Duncan McNaughton | Kanada            |      |      | xo   | o    | xxo  | xxx  | 1,97  | [ 3 ] |
| 2.   | Robert Van Osdel  | Stany Zjednoczone |      |      | xo   | xo   | o    | xxx  | 1,97  |       |
| 3.   | Simeon Toribio    | Filipiny          |      |      | o    | xxo  | xxo  | xxx  | 1,97  |       |
| 4.   | Cornelius Johnson | Stany Zjednoczone |      |      | o    | xo   | xo   | xxx  | 1,97  |       |
| 5.   | Ilmari Reinikka   | Finlandia         |      |      | xo   | xo   | xxx  |      | 1,94  |       |
| 6.   | Kazuo Kimura      | Japonia           |      |      |      |      |      |      | 1,94  |       |
| 7.   | Misao Ono         | Japonia           |      |      |      |      |      |      | 1,90  |       |
| 7.   | Jerzy Pławczyk    | Polska            |      |      |      |      |      |      | 1,90  |       |
| 9.   | Jack Portland     | Kanada            |      |      |      |      |      |      | 1,85  |       |
| 9.   | Claude Ménard     | Francja           |      |      |      |      |      |      | 1,85  |       |
| 9.   | Georg Spitz       | Stany Zjednoczone |      |      |      |      |      |      | 1,85  |       |
| 9.   | Birger Haug       | Norwegia          |      |      |      |      |      |      | 1,85  |       |
| 9.   | Angelo Tommasi    | Włochy            |      |      |      |      |      |      | 1,85  |       |
| 14.  | Paul Riesen       | Szwajcaria        |      |      |      |      |      |      | 1,80  |       |